# 120MXS
12MXSとはキヤノンが、2018年7月に発売した超高解像度CMOSセンサー。

## 概要
4K・8K映像技術の発展に伴うパネルの高精細化が進んだことにより、パネルの検査で用いる産業用カメラにおいて、高解像で、厳しい出荷検査基準を満たしたセンサーのニーズが高まっているとして、キヤノンは1.2億画素CMOSセンサーの120MXSを2018年7月に発売した。このセンサーは、2010年に開発に成功した、1.2億画素CMOSセンサーの改良版である。
120MXSMはモノクロ版で、120MXSCはカラーに対応している。カラーフィルターは RGB 、Mono 、RGB-IR の3種類。

## 性能
- 有効画素数　：　121,783,872（13,272 × 9,176）[2]
- イメージサイズ　：　APS-H
- 画素サイズ　：　2.2um × 2.2um[2]
- パッケージ　：　188pin PGA[2]

- 最高読み出し速度　：　11.3Gbps[3]
- 全画素数読み出し速度　：　9.4fps[3]
- 動画(※一部機材のみ) 　：　４K、８K[3]
- 有効画素読み出し　：　13,272 × 9,176 , 10bit 、9.4fps[3]